# Enshū Railway
La Enshū Railway Co., Ltd. (遠州鉄道株式会社, Enshū Tetsudō Kabushiki-gaisha), également appelée Entetsu (遠鉄), est une compagnie de transport de passagers qui exploite une ligne de chemin de fer à Hamamatsu, dans la préfecture de Shizuoka au Japon. La compagnie gère également un réseau de bus et fait partie du Groupe Entetsu qui a des activités dans les assurances, l'immobilier, la distribution et les loisirs.

## Histoire
La compagnie a été fondée le 1er novembre 1943.

## Ligne
Le réseau de la compagnie de compose d'une seule ligne :
| Ligne               | Nom japonais | Terminus                      | Longueur (km) | Gares |
| ------------------- | ------------ | ----------------------------- | ------------- | ----- |
| Ligne Enshū Railway | 遠州鉄道線   | Shin-Hamamatsu - Nishi-Kajima | 17,8          | 18    |

## Matériel roulant

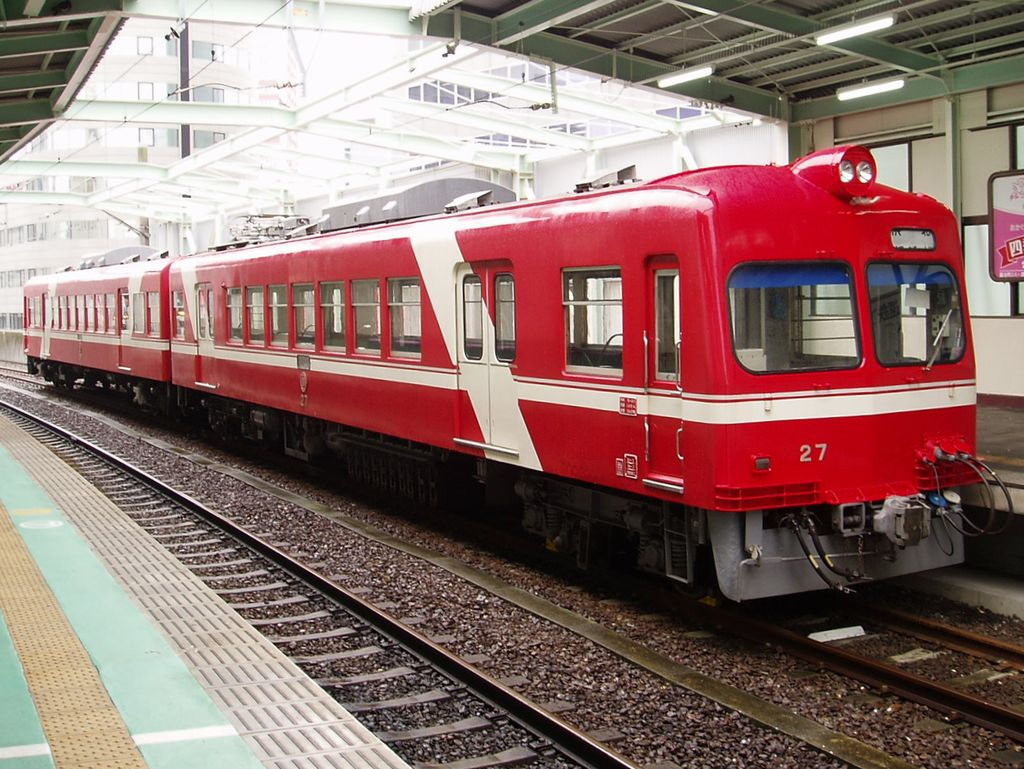
Série 30
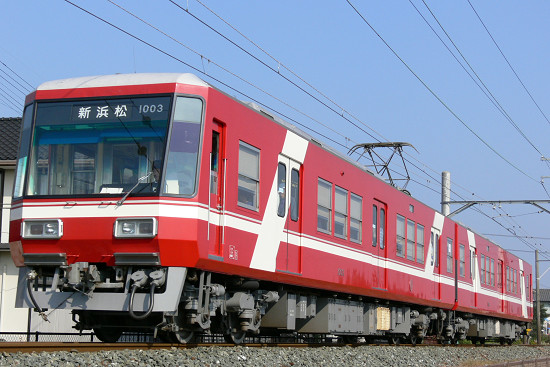
Série 1000
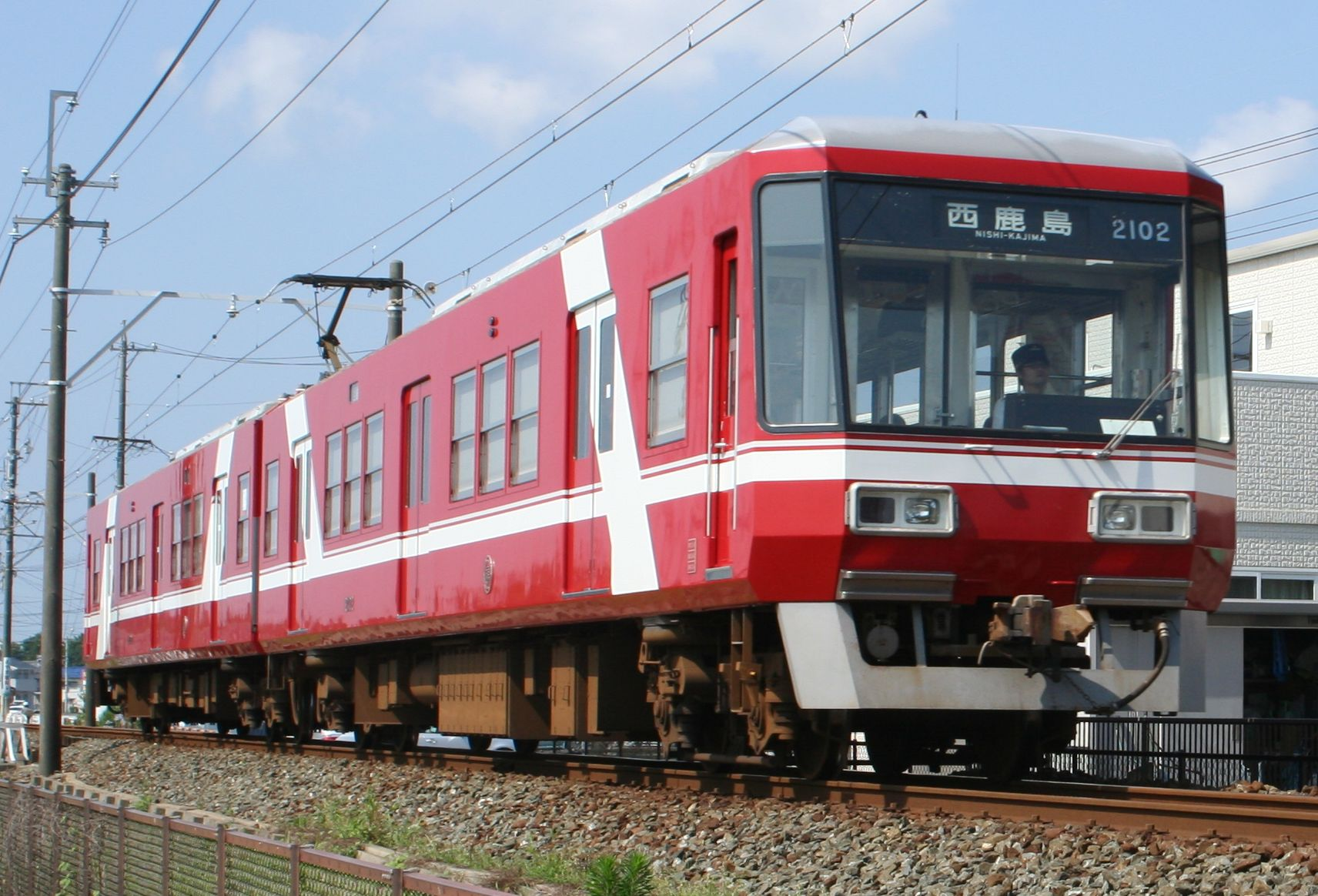
Série 2000